# Bascanichthys longipinnis
Bascanichthys longipinnis är en fiskart som först beskrevs av Rudolf Kner och Steindachner, 1867.  Bascanichthys longipinnis ingår i släktet Bascanichthys och familjen Ophichthidae. Inga underarter finns listade.